# Ocotea corethroides
Ocotea corethroides är en lagerväxtart som beskrevs av André Joseph Guillaume Henri Kostermans. Ocotea corethroides ingår i släktet Ocotea och familjen lagerväxter. Inga underarter finns listade i Catalogue of Life.